# Алабуга (Челябинская область)
Ала́буга — село в Красноармейском районе Челябинской области России. Административный центр Алабугского сельского поселения. Основано в 1750 году.

## Этимология
Название села произошло от названия одноимённого озера, на берегу которого распложено село. В свою очередь, название озера происходит от татарского «алабуга» — окунь (озеро, в котором водится окунь).

## География
Село находится на южном берегу озера Алабуга, на расстоянии 64 км к северо-востоку от села Миасское, административного центра района.

### Часовой пояс
Село Алабуга, как и вся Челябинская область, находится в часовой зоне МСК+2. Смещение применяемого времени относительно UTC составляет +5:00.

## Население
| 2002 | 2010 |
| ---- | ---- |
| 976  | ↘846 |

## Улицы
| - ул. Береговая, - пер. Болотный, - ул. Заречная, - ул. Кирова, | - ул. Комсомольская, - ул. Кузнечная, - ул. Механизаторов, - ул. Советская, | - ул. Совхозная, - пер. Совхозный, - ул. Электроподстанция, - ул. Юбилейная. |

## Экономика
Единственное крупное предприятие села, занимающееся переработкой сельскохозяйственной продукции — сельхозпредприятие «Алабугское».

## Инфраструктура
В селе функционируют средняя школа, почтовое отделение, участковая больница.

## Достопримечательности
В селе находится Церковь Святого Дмитрия (1850 год).